# Mogila (distrikt i Bulgarien, Jambol)
Mogila (bulgariska: Могила) är ett distrikt i Bulgarien.   Det ligger i kommunen obsjtina Tundzja och regionen Jambol, i den centrala delen av landet, 270 km öster om huvudstaden Sofia.
Trakten runt Mogila består till största delen av jordbruksmark. Runt Mogila är det ganska glesbefolkat, med 24 invånare per kvadratkilometer.